# Jaime Gavilán
Jaime Gavilán Martínez (ur. 12 maja 1985 w Walencji) – hiszpański piłkarz, zawodnik klubu AD Alcorcón, najczęściej występuje na pozycji lewego pomocnika.